# Johannes Becker (Ökonom)
Johannes Becker (* 18. Oktober 1977 in Münster) ist ein deutscher Wirtschaftswissenschaftler. Er ist Direktor am Institut für Finanzwissenschaft der Westfälischen Wilhelms-Universität in Münster.
Johannes Becker studierte von 1997 bis 2003 Volkswirtschaft und Politikwissenschaft an der Universität zu Köln und Universität d’Auvergne in Clermont-Ferrand (Frankreich). Von 2003 bis 2008 promovierte er an der Universität zu Köln unter Clemens Fuest mit der Dissertation „Unternehmensbesteuerung, multinationale Unternehmen und Heterogenität“. Im Jahr 2005 war er im Rahmen eines Forschungsaufenthalts drei Monate an der University of Michigan in Ann Arbor.
Becker forschte am Max-Planck-Institut für Steuerrecht und Öffentliche Finanzen in München und in Oxford. Öffentlich hat er mit einer kritischen Betrachtung des Ehegattensplittings von sich reden gemacht. Sein Forschungsinteresse gilt der Unternehmensbesteuerung und dem Steuerwettbewerb.

## Veröffentlichungen (Auswahl)
- mit Clemens Fuest: Der Odysseus-Komplex – Ein pragmatischer Vorschlag zur Lösung der Eurokrise. Hanser, 2017. ISBN 978-3-446-25461-9.